# Antonijs Springovičs
Antonijs Springovičs (ur. 31 października 1876 w Rzeżycy, zm. 1 października 1958 w Rydze) – łotewski duchowny rzymskokatolicki, biskup diecezjalny ryski w latach 1920–1937 (od 1923 arcybiskup), arcybiskup metropolita Rygi w latach 1937–1958, prymas Łotwy w latach 1920–1958.

## Życiorys
W 1893 ukończył szkołę średnią w Rzeżycy. W latach 1893–1897 studiował na Akademii Duchownej w Petersburgu. Został wyświęcony na księdza w 1901, pracował w parafiach koło Orła i Pińska na Białorusi, od 1905 pełnił posługę w Liksnie na Łotwie. W 1917 mianowano go wikariuszem generalnym przy arcybiskupie Mohylewa Edwardzie Roppie. 
Po rezygnacji Edwarda O’Rourke’a z godności biskupa Rygi papież Pius XI wyznaczył go nowym biskupem (od 1923 arcybiskupem) Rygi – był pierwszym w historii Łotyszem sprawującym tę godność. Pełnił jednocześnie funkcję prymasa Łotwy. W 1922 doprowadził do podpisania konkordatu ze Stolicą Apostolską. Był zwolennikiem umiarkowanej polityki narodowościowej w łonie Kościoła katolickiego na Łotwie – krytykował usuwanie polskich księży i języka polskiego z liturgii.